# 田端宏
田端 宏（たばた ひろし、1933年 - ）は、日本の歴史学者。北海道教育大学・道都大学名誉教授。
主に北海道史の中でも、松前藩史や場所請負制を研究。

## 略歴
- 1933年 東京都生まれ。
- 1957年 北海道大学文学部卒
- 1968年 北海道大学大学院文学研究科博士課程中退
- 1970年 北海道教育大学教育学部助手
- 1971年 北海道教育大学岩見沢校講師
- 1973年 北海道教育大学岩見沢校助教授
- 1980年 北海道教育大学岩見沢校教授
- 1999年 北海道教育大学停年退官（名誉教授授与）。道都大学短期大学部教授
- 2001年 道都大学経営学部教授
- 2005年 道都大学退職（名誉教授授与）

1991年から1995年まで北海道教育大学岩見沢校主事

## 主要著書
- 『北海道の歴史』（共著、山川出版社、2000年初版・2010年第2版）
- 『アイヌ民族の歴史と文化-教育指導の手引き』（共著、山川出版社、2000年）
- 『蝦夷地から北海道へ』（編著 吉川弘文館, 2004年）
- 『新版 北海道の歴史(上)』（共著 北海道新聞社, 2011年）

など